# Dina Knorr
Dina Knorr (* 11. März 1977 in Oberhausen) ist eine deutsche Autorin von Wanderführern und Bloggerin.

## Werdegang
Nach dem Abitur 1997 an der Willy-Brandt-Schule in Mülheim an der Ruhr absolvierte Knorr eine duale Ausbildung zur Fachwirtin für den Bahnbetrieb bei der DB Netz AG. Ab 2004 studierte sie im Fernstudium das Fach Technische Betriebswirtschaftslehre an der FH Bochum und erwarb 2009 den Abschluss Dipl.-Wirt.-Ing. (FH). In den Jahren 2011 bis 2018 arbeitete sie als IT-Sicherheitsbeauftragte in einem Rechenzentrum und seit 2019 selbstständig als externe Datenschutzbeauftragte.
Seit 2016 berichtet Knorr in ihrem Blog „Borderherz“ rund um das Wandern von ihren Reisen. 2019 entstanden ihre ersten beiden Wanderführer im Selbstverlag, nachdem sie zahlreiche Touren im Sauerland und in Osttirol recherchiert hatte. Der Emons Verlag veröffentlichte anschließend Komm lass uns wandern – Sauerland sowie 111 Orte im Sauerland, die man gesehen haben muss. Im renommierten alpinen Fachverlag Bergverlag Rother erschien 2022 ihr zweiter Wanderführer für Osttirol mit dem Titel ErlebnisWandern mit Kindern Osttirol.
Knorr lebt mit ihrer Familie im Ruhrgebiet.

## Veröffentlichungen (Auswahl)
- 111 Orte im Sauerland, die man gesehen haben muss. Emons Verlag, Köln 2023, ISBN 978-3-7408-1509-7.
- ErlebnisWandern mit Kindern Osttirol: 40 Wanderungen und Ausflüge. Bergverlag Rother, Oberhaching 2022, ISBN 978-3-7633-3292-2.
- Komm, lass uns wandern – Sauerland. Emons Verlag, Köln 2022, ISBN 978-3-7408-1703-9.
- Ich bin dann mal wandern: Sauerland. Emons Verlag, Köln 2021, ISBN 978-3-7408-1062-7.